# Jacques de Rue
Jacques de Rue († hingerichtet 1378) war Kammerherr des Königs Karl II. von Navarra und einer seiner engsten Vertrauten.
Bei der Ausführung eines Auftrags für Karl II. wurde er am 25. März 1378 festgenommen. Bei den anschließenden beiden Verhören, erst in Corbeil, dann im Châtelet, verriet er die Bündnisse des Königs von Navarra mit England und gestand zwei Giftanschläge auf Karl V. von Frankreich, den einen 1370, den zweiten 1378.
Am 16. Juni 1378 wurden er und weitere Männer des Königs von Navarra, darunter Pierre du Tertre, vor die Große Kammer des Parlements geführt, wo die Angeklagten erneut gestanden. Jacques de Rue und Pierre du Tertre wurden zum Tode verurteilt und im Quartier des Halles geköpft. Ihre Köpfe wurden auf Lanzen gesteckt und blieben am Ort der Hinrichtung. Die Körper wurden zerstückelt: Arme und Beine wurden an acht Galgen ausgestellt, die an den wichtigsten Stadttoren errichtet worden waren, der Körper am Gibet de Montfaucon aufgehängt.